# Pion (hameau)
Pion ou Chez Pion ou encore les Pions est un hameau français qui fait partie de la commune de Lavoine, dans le département de l'Allier et la région Auvergne-Rhône-Alpes.

## Révolte populaire de 1764
Ce territoire est le théâtre d’une révolte populaire, survenue en 1764. S'ensuit maintes arrestations, des condamnations à mort, la confiscation des biens et quelques déportations… Certains voient dans cette bataille un acte fondateur de l’identité de la Montagne bourbonnaise.
Marie Barraud et sa sœur Antoinette, du village de Bêchemore, dépendant de La Guillermie, ne se soumettent pas à l'huissier qui vient le 2 janvier 1764 effectuer une saisie pour une dette de leur frère Albert ; elles blessent grièvement un témoin qui accompagnait l'huissier ; ce témoin en meurt quinze jours plus tard. Marie Barraud est arrêtée et emprisonnée à Ferrières, tandis que sa sœur s'enfuit dans les bois ; elle est emmenée auprès du juge de La Guillermie ; au retour, elle est délivrée de force par une quarantaine de villageois des Pions dans le bois Paraud. La répression est sévère : le 22 mars 1764, le village est cerné par un important détachement, qui donne l'assaut le lendemain ; seize villageois sont arrêtés, tandis que d'autres paysans se cachent dans les Bois Noirs ; plusieurs procès conduisent à des condamnations à la pendaison ou au bagne et les biens des condamnés sont confisqués.
Le souvenir de cette révolte est resté longtemps vivant dans la région ; il a donné lieu à des complaintes populaires. On en trouve la trace chez Jacques Lacarrière, dans Chemin faisant : « Aussi, très longtemps, ce hameau fut-il un foyer réfractaire, un lieu de dissidence, rebelle à toute autorité centrale. Plusieurs fois, il fut encerclé par la troupe, des paysans furent torturés, des maisons incendiées. Rien n'y fit. La population prenait fait et cause pour les « rebelles » et cherchait elle-même au besoin la protection de la grande forêt. »
Michèle Sternberg a tiré de cette affaire un roman historique, L'Affaire des Pions. La Montagne bourbonnaise sous l’Ancien Régime.

## Étymologie
On a baptisé le village du nom d’une famille dite « des Pions » ; on faisait précéder ce nouveau toponyme de la préposition chez, « Chez Pions ».